# Dereza (Čazma)
Dereza is een plaats in de gemeente Čazma in de Kroatische provincie Bjelovar-Bilogora. De plaats telt 246 inwoners (2001).